# حزب کار آلبانی
حزب کار آلبانی حزبی کمونیست بود که تنها حزب قانونی در این کشور در دوران حکم رانی رژیم کمونیستی از ۱۹۴۶ تا ۱۹۹۱ بود. این حزب در ۸ نوامبر ۱۹۴۱ به نام «حزب کمونیست آلبانی» تأسیس شد اما در ۱۹۴۸ نام خود را به «حزب کار آلبانی» تغییر داد.
رهبر و چهرهٔ اصلی این حزب انور خوجه بود.
ایدئولوژی این حزب مارکسیسم-لنینیستی بود و تشکیلاتش بر پایه اصول سانترالیسم دموکراتیک مرسوم در احزاب چپ سازمان یافته بود. ماده ۳ قانون اساسی ۱۹۷۶ آلبانی نقش حزب را اینگونه تعریف می‌کند: «نیروی سیاسی رهبری کننده دولت و جامعه.»
پس از تحولات جهان در اواخر قرن بیستم این حزب نیز دچار تغییراتی شد و به مواضع سوسیال دمکرات روی آورد و در ۱۹۹۱ نامش را به «حزب سوسیالیست آلبانی» تغییر داد.

## پیروان
در اواخر دهه ۷۰ و با تغییرات در حزب کمونیست چین پس از مرگ مائو بسیاری از احزاب کمونیست (و بخصوص مائوئیست) در سراسر دنیا در مخالفت با هم چین و هم شوروی به موضع حزب کار آلبانی روی آوردند و خود را «روی خط انور خوجه» معرفی می‌کردند. معروف‌ترین این احزاب، حزب کمونیست برزیل، بود. در ایران نیز سازمان مارکسیست لنینیستی طوفان (بعدها:حزب کار ایران (طوفان)) طرفدار خط حزب کار آلبانی بود و هنوز هم هست. پس از سقوط رژیم آلبانی این طرفداری هم رو به زوال گذاشت.
امروز احزابی که هنوز طرفدار این خط هستند اکثراً در "کنفرانس بین‌المللی احزاب و سازمان‌های مارکسیست لنینیست (اتحاد و مبارزه)" متشکل شده‌اند.